# Ratpenat de Hanak
El ratpenat de Hanak (Myotis bombinus) és una espècie de ratpenat de la família dels vespertiliònids. Viu a la Xina, el Japó, Corea del Nord i Rússia. El seu hàbitat natural són els boscos, on nia als buits dels troncs, en coves i en cases. Està amenaçat per la desforestació i la pertorbació del seu hàbitat pels humans.